# Bromelina oliola
Bromelina oliola là một loài nhện trong họ Anyphaenidae.
Loài này thuộc chi Bromelina. Bromelina oliola được miêu tả năm 1993 * bởi Antonio D. Brescovit.